# Tàu điện ngầm vùng thủ đô Seoul tuyến 3
Tàu điện ngầm vùng thủ đô Seoul tuyến số 3 (Tiếng Hàn: 수도권 전철 3 호선 Sudogwon jeoncheol samhoseon, Hanja: 首都圈 電鐵 3號線) là một hệ thống tuyến đường sắt đô thị nối với ga Daehwa ở Ilsanseo-gu, Goyang-si, Gyeonggi-do và ga Ogeum ở Songpa-gu, Seoul. Màu được sử dụng cho tuyến là màu ■ Cam. Tổng chiều dài của tuyến là 57.4 km với 44 ga.

## Lịch sử
- 12 tháng 7 năm 1985: Khai trương đoạn từ Ga Gupabal ~ Ga Dongnimmun
- 18 tháng 10 năm 1985: Khai trương đoạn từ Ga Dongnimmun ~ Ga Yangjae
- 1 tháng 5 năm 1987: Đổi tên ga từ ga Jungangcheong thành Ga Gyeongbokgung
- 1 tháng 4 năm 1990: Đổi tên ga từ ga Hwamul Terminal thành Ga Bến xe buýt Nambu
- 13 tháng 7 năm 1990: Ga Jichuk mở cửa
- 30 tháng 10 năm 1993: Khai trương đoạn từ Ga Yangjae ~ Ga Suseo
- 1 tháng 9 năm 1994: Mở đoạn chuyển tuyến tại Ga Suseo trên tuyến Tuyến Bundang
- 30 tháng 1 năm 1996: Với việc khai trương Tuyến Ilsan, Tàu điện ngầm Seoul tuyến 3 và Tuyến Ilsan được kết nối trực tiếp
- 30 tháng 12 năm 1996: Mở đoạn chuyển tuyến tại Ga Jongno 3(sam)-ga trên tuyến Tàu điện ngầm Seoul tuyến 5
- 1 tháng 8 năm 2000: Mở đoạn chuyển tuyến tại Ga xe buýt tốc hành trên tuyến Tàu điện ngầm Seoul tuyến 7
- 15 tháng 12 năm 2000: Mở đoạn chuyển tuyến tại Ga Yeonsinnae và Ga Bulgwang trên tuyến Tàu điện ngầm Seoul tuyến 6
- 9 tháng 3 năm 2001: Mở đoạn chuyển tuyến tại Ga Yaksu trên tuyến Tàu điện ngầm Seoul tuyến 6
- 3 tháng 9 năm 2003: Mở đoạn chuyển tuyến tại Ga Dogok trên tuyến Tuyến Bundang
- 1 tháng 7 năm 2009: Mở đoạn chuyển tuyến tại Ga Daegok trên tuyến Tuyến Gyeongui
- 24 tháng 7 năm 2009: Mở đoạn chuyển tuyến tại Ga xe buýt tốc hành trên tuyến Tàu điện ngầm Seoul tuyến 9
- 18 tháng 2 năm 2010: Khai trương đoạn từ Ga Suseo đến Ga Ogeum
- 28 tháng 10 năm 2011: Mở đoạn chuyển tuyến tại Ga Yangjae trên tuyến Tuyến Shinbundang
- 27 tháng 12 năm 2014: Ga Wonheung mở cửa
- 9 tháng 12 năm 2016: Mở đoạn chuyển tuyến tại Ga Suseo với việc khai trương Đường sắt cao tốc Suseo
- 28 tháng 5 năm 2022: Mở đoạn chuyển tuyến tại Ga Sinsa trên tuyến Tuyến Shinbundang
- 1 tháng 7 năm 2023: Mở đoạn chuyển tuyến tại Ga Daegok khai trương cùng với việc khai trương Tuyến Seohae

## Bản đồ tuyến
|  |

|  |

|  |

|  |

|  |

|  |

|  |  |  |  |  |

|  |  |  |  |  |

|  |  |  |

|  |

|  |

|  |

|  |

|  |

|  |

|  |

|  |

|  |  |  |

|  |  |  |

|  |  |  |

|  |

|  |  |  |

|  |

|  |

|  |  |  |

|  |  |  |  |  |

|  |

|  |

|  |

|  |

|  |

|  |

|  |  |  |

|  |  |  |  |  |

|  |  |  |  |  |

|  |  |  |  |  |

|  |  |  |  |  |

|  |  |  |  |  |

|  |

|  |  |  |  |  |

|  |

|  |

|  |  |  |  |  |

|  |  |  |  |  |

|  |

|  |

|  |  |  |  |  |

|  |  |  |  |  |

|  |  |  |  |  |

|  |  |  |  |  |  |  |

|  |  |  |  |  |  |  |

|  |  |  |  |  |  |  |

|  |  |  |  |  |

|  |  |  |  |  |

|  |

|  |  |  |

|  |  |  |

|  |  |  |

|  |  |  |

|  |  |  |

|  |  |  |

|  |  |  |  |  |

|  |  |  |  |  |

|  |  |  |  |  |

|  |

|  |  |  |  |  |

|  |  |  |  |  |

|  |

|  |  |  |

|  |  |  |  |  |

|  |  |  |

|  |

|  |

|  |

|  |

|  |

|  |

|  |

|  |  |  |  |  |

|  |  |  |  |  |

|  |  |  |

|  |

|  |

|  |

|  |

|  |

|  |

|  |

|  |

|  |  |  |

|  |  |  |

|  |  |  |

|  |

|  |  |  |

|  |

|  |

|  |  |  |

|  |  |  |  |  |

|  |

|  |

|  |

|  |

|  |

|  |

|  |  |  |

|  |  |  |  |  |

|  |  |  |  |  |

|  |  |  |  |  |

|  |  |  |  |  |

|  |  |  |  |  |

|  |

|  |  |  |  |  |

|  |

|  |

|  |  |  |  |  |

|  |  |  |  |  |

|  |

|  |

|  |  |  |  |  |

|  |  |  |  |  |

|  |  |  |  |  |

|  |  |  |  |  |  |  |

|  |  |  |  |  |  |  |

|  |  |  |  |  |  |  |

|  |  |  |  |  |

|  |  |  |  |  |

|  |

|  |  |  |

|  |  |  |

|  |  |  |

|  |  |  |

|  |  |  |

|  |  |  |

|  |  |  |  |  |

|  |  |  |  |  |

|  |  |  |  |  |

|  |

|  |  |  |  |  |

|  |  |  |  |  |

|  |

|  |  |  |

|  |  |  |  |  |

|  |  |  |

|  |

## Ga
| Tuyến                          | Số ga | Tên ga                                                            | Tên ga                  | Tên ga                  | Chuyển tuyến                                     | Khoảng cách | Tổng khoảng cách | Vị trí      | Vị trí       |
| Tuyến                          | Số ga | Tiếng Anh                                                         | Hangul                  | Hanja                   | Chuyển tuyến                                     | Khoảng cách | Tổng khoảng cách | Vị trí      | Vị trí       |
| ------------------------------ | ----- | ----------------------------------------------------------------- | ----------------------- | ----------------------- | ------------------------------------------------ | ----------- | ---------------- | ----------- | ------------ |
| Tuyến Ilsan                    | 309   | Daehwa                                                            | 대화                    | 大化                    |                                                  | 0.0         | 0.0              | Gyeonggi-do | Goyang-si    |
| Tuyến Ilsan                    | 310   | Juyeop                                                            | 주엽                    | 注葉                    |                                                  | 1.4         | 1.4              | Gyeonggi-do | Goyang-si    |
| Tuyến Ilsan                    | 311   | Jeongbalsan (Goyang AramNuri)                                     | 정발산 (고양아람누리)   | 鼎鉢山                  |                                                  | 1.6         | 3.0              | Gyeonggi-do | Goyang-si    |
| Tuyến Ilsan                    | 312   | Madu                                                              | 마두                    | 馬頭                    |                                                  | 0.9         | 3.9              | Gyeonggi-do | Goyang-si    |
| Tuyến Ilsan                    | 313   | Baekseok (Bệnh viện Bảo hiểm Y tế Ilsan)                          | 백석 (건강보험일산병원) | 白石                    |                                                  | 1.4         | 5.3              | Gyeonggi-do | Goyang-si    |
| Tuyến Ilsan                    | 314   | Daegok                                                            | 대곡                    | 大谷                    | (K322) (S11)                                     | 2.5         | 7.8              | Gyeonggi-do | Goyang-si    |
| Tuyến Ilsan                    | 315   | Hwajeong                                                          | 화정                    | 花井                    |                                                  | 2.1         | 9.9              | Gyeonggi-do | Goyang-si    |
| Tuyến Ilsan                    | 316   | Wondang                                                           | 원당                    | 元堂                    |                                                  | 2.6         | 12.5             | Gyeonggi-do | Goyang-si    |
| Tuyến Ilsan                    | 317   | Wonheung                                                          | 원흥                    | 元興                    |                                                  | 2.9         | 15.4             | Gyeonggi-do | Goyang-si    |
| Tuyến Ilsan                    | 318   | Samsong                                                           | 삼송                    | 三松                    |                                                  | 2.1         | 17.5             | Gyeonggi-do | Goyang-si    |
| Tàu điện ngầm Seoul tuyến số 3 | 319   | Jichuk                                                            | 지축                    | 紙杻                    |                                                  | 1.7         | 19.2             | Gyeonggi-do | Goyang-si    |
| Tàu điện ngầm Seoul tuyến số 3 | 320   | Gupabal (Bệnh viện Eunpyeong St. Mary's)                          | 구파발 (은평성모병원)   | 舊把撥                  |                                                  | 1.5         | 20.7             | Seoul       | Eunpyeong-gu |
| Tàu điện ngầm Seoul tuyến số 3 | 321   | Yeonsinnae                                                        | 연신내                  | 延新川                  | (614)                                            | 2.0         | 22.7             | Seoul       | Eunpyeong-gu |
| Tàu điện ngầm Seoul tuyến số 3 | 322   | Bulgwang                                                          | 불광                    | 佛光                    | (612)                                            | 1.3         | 24.0             | Seoul       | Eunpyeong-gu |
| Tàu điện ngầm Seoul tuyến số 3 | 323   | Nokbeon                                                           | 녹번                    | 碌磻                    |                                                  | 1.1         | 25.1             | Seoul       | Eunpyeong-gu |
| Tàu điện ngầm Seoul tuyến số 3 | 324   | Hongje                                                            | 홍제                    | 弘濟                    |                                                  | 1.6         | 26.7             | Seoul       | Seodaemun-gu |
| Tàu điện ngầm Seoul tuyến số 3 | 325   | Muakjae                                                           | 무악재                  | 毋岳재                  |                                                  | 0.9         | 27.6             | Seoul       | Seodaemun-gu |
| Tàu điện ngầm Seoul tuyến số 3 | 326   | Dongnimmun                                                        | 독립문                  | 獨立門                  |                                                  | 1.1         | 28.7             | Seoul       | Seodaemun-gu |
| Tàu điện ngầm Seoul tuyến số 3 | 327   | Gyeongbokgung (Khu phức hợp Chính phủ Seoul)                      | 경복궁 (정부서울청사)   | 景福宮 (政府서울廳舍)   |                                                  | 1.6         | 30.3             | Seoul       | Jongno-gu    |
| Tàu điện ngầm Seoul tuyến số 3 | 328   | Anguk (Hyundai E & C)                                             | 안국 (현대건설)         | 安國                    |                                                  | 1.1         | 31.4             | Seoul       | Jongno-gu    |
| Tàu điện ngầm Seoul tuyến số 3 | 329   | Jongno 3(sam)-ga                                                  | 종로3가                 | 鍾路3街                 | (130) (534)                                      | 1.0         | 32.4             | Seoul       | Jongno-gu    |
| Tàu điện ngầm Seoul tuyến số 3 | 330   | Euljiro 3(sam)-ga (Thẻ Shinhan)                                   | 을지로3가 (신한카드)    | 乙支路3街 (新韓카드)    | (203)                                            | 0.6         | 33.0             | Seoul       | Jung-gu      |
| Tàu điện ngầm Seoul tuyến số 3 | 331   | Chungmuro                                                         | 충무로                  | 忠武路                  | (423)                                            | 0.7         | 33.7             | Seoul       | Jung-gu      |
| Tàu điện ngầm Seoul tuyến số 3 | 332   | Đại học Dongguk                                                   | 동대입구                | 東大入口                |                                                  | 0.9         | 34.6             | Seoul       | Jung-gu      |
| Tàu điện ngầm Seoul tuyến số 3 | 333   | Yaksu                                                             | 약수                    | 藥水                    | (633)                                            | 0.7         | 35.3             | Seoul       | Jung-gu      |
| Tàu điện ngầm Seoul tuyến số 3 | 334   | Geumho                                                            | 금호                    | 金湖                    |                                                  | 0.8         | 36.1             | Seoul       | Seongdong-gu |
| Tàu điện ngầm Seoul tuyến số 3 | 335   | Oksu                                                              | 옥수                    | 玉水                    | (K114)                                           | 0.8         | 36.9             | Seoul       | Seongdong-gu |
| Tàu điện ngầm Seoul tuyến số 3 | 336   | Apgujeong (Hyundai Department Store)                              | 압구정 (현대백화점)     | 狎鷗亭 (現代百貨店)     |                                                  | 2.1         | 39.0             | Seoul       | Gangnam-gu   |
| Tàu điện ngầm Seoul tuyến số 3 | 337   | Sinsa                                                             | 신사                    | 新沙                    | (D04)                                            | 1.5         | 40.5             | Seoul       | Gangnam-gu   |
| Tàu điện ngầm Seoul tuyến số 3 | 338   | Jamwon                                                            | 잠원                    | 蠶院                    |                                                  | 0.9         | 41.4             | Seoul       | Seocho-gu    |
| Tàu điện ngầm Seoul tuyến số 3 | 339   | Xe buýt tốc hành                                                  | 고속터미널              | 高速터미널              | (734) (923)                                      | 1.2         | 42.6             | Seoul       | Seocho-gu    |
| Tàu điện ngầm Seoul tuyến số 3 | 340   | Đại học Giáo dục Quốc gia Seoul (Tòa án & Văn phòng Công tố viên) | 교대 (법원·검찰청)      | 敎大 (法院·檢察廳)      | (223)                                            | 1.6         | 44.2             | Seoul       | Seocho-gu    |
| Tàu điện ngầm Seoul tuyến số 3 | 341   | Bến xe buýt Nambu (Trung tâm nghệ thuật Seoul)                    | 남부터미널 (예술의전당) | 南部터미널 (藝術의殿堂) |                                                  | 0.9         | 45.1             | Seoul       | Seocho-gu    |
| Tàu điện ngầm Seoul tuyến số 3 | 342   | Yangjae (Văn phòng Seocho-gu)                                     | 양재 (서초구청)         | 良才 (瑞草區廳)         | (D08)                                            | 1.8         | 46.9             | Seoul       | Seocho-gu    |
| Tàu điện ngầm Seoul tuyến số 3 | 343   | Maebong                                                           | 매봉                    |                         |                                                  | 1.2         | 48.1             | Seoul       | Gangnam-gu   |
| Tàu điện ngầm Seoul tuyến số 3 | 344   | Dogok                                                             | 도곡                    | 道谷                    | (K217)                                           | 0.8         | 48.9             | Seoul       | Gangnam-gu   |
| Tàu điện ngầm Seoul tuyến số 3 | 345   | Daechi                                                            | 대치                    | 大峙                    |                                                  | 0.8         | 49.7             | Seoul       | Gangnam-gu   |
| Tàu điện ngầm Seoul tuyến số 3 | 346   | Hangnyeoul                                                        | 학여울                  | 鶴여울                  |                                                  | 0.8         | 50.5             | Seoul       | Gangnam-gu   |
| Tàu điện ngầm Seoul tuyến số 3 | 347   | Daecheong (SH Corporation)                                        | 대청                    |                         |                                                  | 0.9         | 51.4             | Seoul       | Gangnam-gu   |
| Tàu điện ngầm Seoul tuyến số 3 | 348   | Irwon                                                             | 일원                    | 逸院                    |                                                  | 1.2         | 52.6             | Seoul       | Gangnam-gu   |
| Tàu điện ngầm Seoul tuyến số 3 | 349   | Suseo                                                             | 수서                    | 水西                    | (K221) (X108) Đường sắt cao tốc Suseo–Pyeongtaek | 1.8         | 54.4             | Seoul       | Gangnam-gu   |
| Tàu điện ngầm Seoul tuyến số 3 | 350   | Chợ Garak                                                         | 가락시장                | 可樂市場                | (817)                                            | 1.4         | 55.8             | Seoul       | Songpa-gu    |
| Tàu điện ngầm Seoul tuyến số 3 | 351   | Bệnh viện Cảnh sát Quốc gia                                       | 경찰병원                | 警察病院                |                                                  | 0.8         | 56.4             | Seoul       | Songpa-gu    |
| Tàu điện ngầm Seoul tuyến số 3 | 352   | Ogeum                                                             | 오금                    | 梧琴                    | (P552)                                           | 0.8         | 57.4             | Seoul       | Songpa-gu    |

## Ga trung chuyển
- 314 Ga Daegok -  Tuyến Gyeongui–Jungang /  Tuyến Seohae
- 321 Ga Yeonsinnae -  Tuyến 6
- 322 Ga Bulgwang -  Tuyến 6
- 329 Ga Jongno 3(sam)-ga -  Tuyến 1 /  Tuyến 5
- 330 Ga Euljiro 3(sam)-ga -  Tuyến 2
- 331 Ga Chungmuro -  Tuyến 4
- 333 Ga Yaksu -  Tuyến 6
- 335 Ga Oksu -  Tuyến Gyeongui–Jungang
- 337 Ga Sinsa -  Tuyến Shinbundang
- 339 Ga xe buýt tốc hành -  Tuyến 7 /  Tuyến 9
- 340 Ga Đại học Giáo dục Quốc gia Seoul -  Tuyến 2
- 342 Ga Yangjae -  Tuyến Shinbundang
- 344 Ga Dogok -  Tuyến Suin–Bundang
- 349 Ga Suseo -  Tuyến Suin–Bundang /  GTX-A
- 350 Ga Chợ Garak -  Tuyến 8
- 352 Ga Ogeum -  Tuyến 5

## Vị trí
| Vận hành                        | Vị trí      | Vị trí       | Vị trí       | Đoạn                                      | Số ga |
| ------------------------------- | ----------- | ------------ | ------------ | ----------------------------------------- | ----- |
| Tổng công ty Đường sắt Hàn Quốc | Gyeonggi-do | Goyang-si    | Ilsanseo-gu  | Daehwa (309) ~ Juyeop (310)               | 2     |
| Tổng công ty Đường sắt Hàn Quốc | Gyeonggi-do | Goyang-si    | Ilsandong-gu | Jeongbalsan (311) ~ Baekseok (313)        | 3     |
| Tổng công ty Đường sắt Hàn Quốc | Gyeonggi-do | Goyang-si    | Deogyang-gu  | Daegok (314) ~ Jichuk (319)               | 6     |
| Tổng công ty Vận tải Seoul      | Seoul       | Eunpyeong-gu | Eunpyeong-gu | Gupabal (320) ~ Nokbeon (323)             | 4     |
| Tổng công ty Vận tải Seoul      | Seoul       | Seodaemun-gu | Seodaemun-gu | Hongje (324) ~ Muakjae (325)              | 2     |
| Tổng công ty Vận tải Seoul      | Seoul       | Jongno-gu    | Jongno-gu    | Dongnimmun (326) ~ Jongno 3(sam)-ga (329) | 4     |
| Tổng công ty Vận tải Seoul      | Seoul       | Jung-gu      | Jung-gu      | Euljiro 3(sam)-ga (330) ~ Yaksu (333)     | 4     |
| Tổng công ty Vận tải Seoul      | Seoul       | Seongdong-gu | Seongdong-gu | Geumho (334) ~ Oksu (335)                 | 2     |
| Tổng công ty Vận tải Seoul      | Seoul       | Gangnam-gu   | Gangnam-gu   | Apgujeong (336) ~ Sinsa (337)             | 2     |
| Tổng công ty Vận tải Seoul      | Seoul       | Seocho-gu    | Seocho-gu    | Jamwon (338) ~ Yangjae (342)              | 5     |
| Tổng công ty Vận tải Seoul      | Seoul       | Gangnam-gu   | Gangnam-gu   | Maebong (343) ~ Suseo (349)               | 7     |
| Tổng công ty Vận tải Seoul      | Seoul       | Songpa-gu    | Songpa-gu    | Chợ Garak (350) ~ Ogeum (352)             | 3     |

## Liên kết
- Trang mở rộng tuyến 3 của Chính phủ Đô thị Seoul Lưu trữ ngày 13 tháng 9 năm 2005 tại Wayback Machine (tiếng Hàn) bao gồm bản đồ và thông tin tình trạng của phần mở rộng từ Suseo đến Chợ Garak.
- Trang tàu điện ngầm Seoul của UrbanRail.Net Lưu trữ ngày 30 tháng 8 năm 2005 tại Wayback Machine
- Bản đồ, ga và tìm tuyến Lưu trữ ngày 14 tháng 4 năm 2012 tại Wayback Machine